# Хронологија инвазије Русије на Украјину (март 2024)
Овај чланак обухвата дешавања која су се догодила у марту 2024. године, за време инвазије Русије на Украјину.

## Хронологија

### 1. март
Три особе су погинуле у нападу дроном на аутомобил у делу Херсона који контролише Русија, изјавио је начелник те области којег је поставила Москва, Владимир Салдо.

### 2. март
Две зграде су оштећене, а људи су евакуисани у Санкт Петербургу након што су локални становници пријавили снажну експлозију која је разнела прозоре.
Гувернер Санкт Петербурга Александар Беглов рекао је да су људи евакуисани из својих станова. Инцидент се десио када се дрон срушио на петоспратну стамбену зграду, али срећом, није било жртава.

### 3. март
Руске војске уништиле су ноћас 38 дронова Оружаних снага Украјине изнад Крима, саопштило је Министарство одбране Русије.
Претходно је Министарство објавило да су четири украјинска дрона уништена изнад Белгородске области и један изнад Лењинградске области. Кримски мост је био затворен за саобраћај на два сата.
Специјалне снаге ФСБ неутралисале су шест милитаната током противтерористичке операције у руској републици Ингушетији у граду Карабулак.
Како је саопштио Национални антитерористички комитет, група терориста је откривена и блокирана у једној од стамбених зграда у том граду. Приликом покушаја да их приведу, отворили су ватру. Снаге безбедности ушле су у сукоб.
Саопштено је да нема жртава међу цивилима и снагама безбедности.
Дан раније, у делу града Карабулак уведен је режим противтерористичке операције (ЦТО) како би се неутралисала група милитаната који су се спремали да почине терористичке злочине.
Руски специјалци ФСБ блокирали су их у кући, а становници тог подручја су евакуисани.

### 4. март
Руске трупе су гранатирале Никопољ и Марганец, саопштио је шеф Дњепропетровске ОВА Сергиј Лисак.
"У вечерњим сатима, регион Никопољ је био под непријатељским нападом. Дроном камиказа је нападнут окружни центар, што је резултовало оштећењима на пошти, приватној кући и аутомобилу", навео је Лисак.
Додао је да је и Марганец био мета тешке артиљеријске ватре, при чему је погођен далековод.

### 5. март
Министарство за ванредне ситуације Русије саопштило је да је угашен пожар који је избио након напада украјинског дрона на складиште нафте у Белгородској области.
Губернатор те области Вјачеслав Глатков известио је да је у Гупкинском округу дошло до експлозије, што је изазвало пожар на инфраструктурном објекту. Навео је да није било повређених у овом инциденту.
Руски ПВО системи оборили су ловац "миг 29" Оружаних снага Украјине у близини села Љубомировка у области Николајев, саопштило је Министарство одбране Русије.
Такође, Министарство је известило да су у једном дану пресретнуте четири ракете "химарс" и да је уништено 112 украјинских дронова у областима Пешчаноје, Никољскоје, Старомихајловка, Ласточкино Доњецке Народне Републике (ДНР) и Романовски Запорошке области.

### 6. март
Руско Министарство одбране саопштило је да је та земља извела успешан напад на хангар у којем се налазе украјински поморски дронови у луци Одеса.
"Циљ је постигнут", наводи саопштење Министарства одбране.

### 7. март
Чешки председник Петр Павел рекао је да је иницијатива за куповину муниције за Украјину у потпуности обезбеђена. У набавци 800 хиљада јединица артиљеријске муниције учествује 18 земаља.
Према његовим речима, муниција би требало да буде испоручена Украјини у наредним недељама.
Британско Министарство одбране саопштило је да ће Велика Британија Украјини испоручити додатних 10.000 дронова укупне вредности од 125 милиона фунти.
Испорука ће укључивати одређени број ФПВ (прво лице у виду) дронова, 1.000 других типова камиказа дронова, као и извиђачке и поморске дронове.

### 8. март
Украјина ће у наредна два месеца добити шест милијарди евра од Европске уније у оквиру четворогодишњег кредита, изјавио је украјински премијер Денис Шмихал.
Кијев очекује да ће добити 4,5 милијарди евра у марту и још 1,5 милијарди евра у априлу, рекао је Шмихал на састанку владе. Подаци украјинског Министарства финансија показују да је Украјина примила око 73,6 милијарди долара војне помоћи у претходне две године.

### 9. март
У предграђу Кривог Рога у Дњепроптеровској области рано јутрос су се чуле неколике експлозије, а начелник Дњепропетровске области Сергеј Лисак наводи да је погођена једна фабрика и индустријско постројење.

### 10. март
Украјинске оружане снаге саопштиле су да је ситуација на истоку и југу Украјине веома напета, а да се на фронту догодило 53 борбена окршаја.
У извештају украјинске војске наведено је да су руске трупе извеле три ракетна напада, 74 ваздушна удара, и 69 напада из ракетних салво система.

### 11. март
Током ноћи руска војска је извела масиван напад дроновима "шахед" у Одеси.
Оружане снаге Украјине саопштиле су да је напад трајао сат и по времена и да су комплексни маневри између стамбених и индустријских зона отежавали рад ПВО.
Десет летелица је оборено, међутим, погођен је један инфраструктурни објекат у Одеској области, а оштећене су и административне зграде.
Прелиминарни подаци показују да нема повређених.

### 12. март
У оквиру Мисије војне помоћи Европске уније (ЕУМАМ), више од 12.000 украјинских војника већ је завршило војну обуку у немачком савезном министарству одбране, саопштило је Министарство спољних послова Украјине.
Администрација председника Џозефа Бајдена саопштила је да ће Сједињене Америчке Државе послати нови пакет војне помоћи Украјини у вредности од 300 милиона долара, што је први такав потез у последњих неколико месеци, пошто републикански лидери у Конгресу блокирају додатна средства за Кијев.

### 13. март
Руско министарство одбране саопштило је да је током ноћи уништено 58 украјинских дронова.
Беспилотне летелице су оборене над руским регионима Белгород, Брјанск, Воронеж, Курска, Рјазањ и Лењинград, наводи се у саопштењу.

### 14. март
Руске војске елиминисале су током рата у Украјини укупно 5.962 страна плаћеника, саопштило је Министарство одбране Русије,
Већина плаћеника долази из Пољске, од којих је 2.960 елиминисано 1.497.
Преглед постављених података показује да је Грузија на другом месту по елиминисаним плаћеницима – од 1.042 милитаната, 561 је елиминисан.
Од 1.113 плаћеника из САД, 491 је елиминисано, као и 422 од 1.005 канадских плаћеника и 360 од 822 плаћеника из Велике Британије.
Током специјалне војне операције елиминисано је 147 од 256 француских плаћеника који су стигли у Украјину, навело је Министарство.

### 15. март
Три дрона напали су рафинерију за прераду нафте петрохемијског комбината "Први завод“ у селу Полотњаниј завод у Дзержинском округу.
Као последица напада, избио је пожар који је наштетио опреми у фабрици.
Срећом, није било повређених у овом инциденту.

### 16. март
Две особе су погинуле, а три су повређене у ракетном нападу украјинских снага на руски погранични град Белгород, преноси изјаву губернатора Белгородске области Вјачеслава Глаткова.
Глатков је објавио да је систем противваздушне одбране на прилазу граду успео да обори осам ракета које су биле испаљене из вишецевног ракетног система "вампир".
Поред тога, у седам стамбених зграда током гранатирања су разбијени прозори, укључујући балконе и лође, а оштећено је и 15 аутомобила.

### 17. март
У рејону насеља Лукашовка, Сумска област, посаде МАНПАДС-а Верба, јединице групе трупа које покривају државну границу Руске Федерације, обориле су хеликоптер Ми-8 украјинског ратног ваздухопловства, који је летео у правцу насеља Козинки, у Белгородској области, саопштило је  Министарство одбране Русије.

### 18. март
Румунски председник Клаус Јоханис одобрио је обуку око 50 украјинских пилота на авионима Ф-16 на територији Румуније.
Пилоти ће примати обуку за управљање авионом Ф-16 у војној бази у граду Фетешти на југу Румуније, како је најавило румунско Министарство одбране.

### 19. март
Немачки министар одбране Борис Писторијус је најавио нови пакет помоћи Украјини од 500 милиона евра.
Писторијус је такође објавио да ће 100.000 јединица артиљеријске муниције бити упућено Украјини, а испорука би почела током године.
Русија је добила информације да је Француска већ у припреми војног контингента за упутство у Украјину. У почетној фази, овај контингент ће бројати окo 2.000 људи, изјавио је директор Спољне обавештајне службе (СВР) Сергеј Наришкин.

### 20. март
Руска војска је уништила четврти тенк украјинске војске типа "Абрамс" у правцу Авдејевке, саопштило је Министарство одбране Русије.
Војни ресор напомиње да је тенк погодио ФПВ дроном у селу Бердичи, у Доњецкој области, која је прогласила независност од Украјине.
Европска комисија је уплатила 4,5 милијарди евра подршке Украјини из новог фонда ЕУ, који је утврђен у износу од 50 милијарди евра.
Председница ЕК Урсула фон дер Лајен истиче да је ова уплата, у виду финансирања за премошћивање, од кључног значаја за помоћ Украјини у одржавању функционисања државе у овом тешком тренутку.
Холандска министарка одбране Кајса Олонгрен је изјавила у Кијеву да ће њена држава обезбедити 350 милиона евра за набавку муниције за борбене авионе Ф-16 и напредне извиђачке беспилотне летелице.
На крају своје дводневне посете Кијеву, Олонгрен је истакла да је дошла да изрази солидарност и објави нови пакет помоћи.
На састанку Рамштајн групе украјинских савезника, Олонгрен је објаснила да ће 150 милиона евра бити употребљени за навођене ракете ваздух-земља које се могу користити из ловаца Ф-16, док ће 200 милиона бити одвојени за беспилотне летелице.
Холандија је обећала да ће у 2024. години укрупну помоћ Украјини износити две милијарде евра.
Значајан део те помоћи ће бити употребљен за набавку муниције и беспилотних летелица, које су кијевске власти означиле као кључне у овом тренутку како би се ослабили губици на бојном пољу у сукобу са Русијом.

### 21. март
Естонија је анонсирала нови пакет војне помоћи Украјини у вредности од 20 милиона евра, изјавио је начелник ресора Хано Певкур током своје посете Украјини.
Певкур је истакао да је нови пакет помоћи, пoсредством којег се испоручују критично потребне артиљеријске гранате, само делом обухватио противтенковске топове, експлозиве, различите врсте артиљеријске муниције, гас маске, снајперску опрему, муницију мањег калибра и слично.

### 22. март
Након синоћних ваздушних удара руске војске на енергетске објекте, више од милион људи широм Украјине остало је без струје.
"У Харковској области без струје је око 700.000 грађана, у Одсеком и Дњепропетровском региону више од 200.000, док је у Полтавској области без струје остало око 110.000 људи", изјавио је Алексиј Кулеба, заменик шефа администрације украјинског председника Володимира Зеленског.

### 23. март
Руски системи противваздушне одбране оборили су више од 10 пројектила изнад кримске луке Севастопољ, саопштио је регионални губернатор Михаил Развожајев.
"Наша војска одбија масовни напад на Севастопољ", рекао је Развожајев.
Наводи да је једна жена задобила повреду гелера и оштећена је инфраструктура, укључујући пословну зграду и гасовод.

### 24. март
Украјински званичници тврде да су руске снаге покренуле ваздушне нападе на Кијев и околину Лавова.
Градоначелник Кијева Виталиј Кличко је изјавио да је у украјинској престоници забележено неколико експлозија пошто су системи противваздушне одбране активирани како би одбили напад.

### 25. март
Министарство одбране Русије саопштило је да су руске снаге уништиле 11 украјинских дронова изнад Ростовске области на југозападу земље.

### 26. март
Војска Украјине саопштила је да је Русија током ноћи извела нападе на Харков са "дроновима камиказама" и да је причињена материјална штета у неколико стамбених насеља.
"Напали су са осам дронова, које смо оборили", саопштено је из украјинске војске.

### 27. март
Одбор извршних директора Светске банке, који је Кијеву обезбедио прошле године 35 милијарди долара, одобрио је нови развојни зајам у износу од 1,5 милијарди долара, пренела је прес служба те финансијске институције.
Руске јединице су погодиле локације за склапање и складиштење украјинских дронова у 136 округа, саопштило је Министарство одбране.
Такође, према саопштењу, током дана системи противваздушне одбране уништили су 210 украјинских дронова и оборили 21 ракету из вишецевних ракетних система "Химарас" и "Вампир".

### 28. март
У правцу Авдејевке, Оружане снаге Украјине изгубиле су још један тенк "абрамс" америчке производње, саопштило је руско Министарство одбране.
Преуградивши позиције дуж линије фронта у правцу Авдејевке, руске снаге су побољшале свој положај.

### 29. март
Енергетски објекти Украјине били су мета руских ваздушних напада током ноћи, саопштио је украјински оператер електричне мреже Укренерго.
Производна и преносна украјинска постројења претрпела су значајну штету, наводи се, приморавајући Кијев да заустави извоз електричне енергије и да се ослања на увоз. Оштећене су термо и хидроелектране у централним и западним регионима.

### 30. март
У оквиру 25. плана војне помоћи Украјини, Белгија издваја 100 милиона евра помоћи за одржавање борбених авиона Ф-16 који ће бити испоручени Украјини.
"Белгијска влада одобрила је 25. план војне помоћи Украјини", објавила је министарка одбране Лудивин Дедондер.
Тај план, како је навела, подразумева 100 милиона евра посвећених одржавању флоте Ф-16 која се тренутно поставља у Украјини.

### 31. март
Руски председник Владимир Путин потписао је декрет којим се утврђује пролећна регрутација и позива 150.000 грађана на обавезну војну службу, показује документ објављен у недељу на порталу Кремља.
Сви мушкарци у Русији су обавезни да одслуже једногодишњу војну службу, или еквивалентну обуку током високог образовања, са 18 година.
Француски министар одбране Себастијен Лекорну рекао је да ће та земља Украјини испоручити стотине старих оклопних возила и нових ракета земља-ваздух.
Оружане снаге Русије уништиле су три авиона Су-25 украјинског ратног ваздухопловства на аеродрому Вознесенск у области Николајев, саопштило је руско Министарство одбране.Уништени су, како се наводи и радар за осветљење и навођење, борбено контролно возило, детектор мале висине и три лансера противваздушног ракетног система С-300.
Руске снаге су погодиле два складишта муниције, радионицу за монтажу и складиштење дронова, људство и војну опрему Украјине у 126 региона, наводи Министарство.